# Farkas Mátyás (atléta)
 Farkas Mátyás (Budapest, 1903. augusztus 13. – Debrecen, 1981. június 1.)  magyar atléta, jégkorongozó, gyeplabdázó, edző.

## Pályafutása
1921-től 1931-ig a Magyar Atlétikai Club (MAC) atlétája, távolugró, hármasugró, gátfutó, tízpróbázó; gyeplabdázó. 1949-től 1951-ig a román atlétikai válogatott szövetségi edzője, 1960-tól mesteredző. 1979-ben a Magyar Veterán Atléták Egyesületének megalakítója. 1986-tól a Magyar Atlétikai Szövetség (MASZ) nemzetközi veterán atlétikai versenyt rendez emlékére. 
A Budapesti Korcsolyázó Egylet jéglabdázója és többszörös magyar bajnok jégkorongozója.  Az 1936-os téli olimpián és számos világversenyen képviselte Magyarországot.